# 大隅南部県立自然公園
大隅南部県立自然公園（おおすみなんぶけんりつしぜんこうえん）は、鹿児島県肝属郡肝付町外之浦から内之浦町火崎に至る太平洋に面した海岸部分と、錦江町雄川および花瀬川流域の一部にまたがる広大な県立公園。
- 公園指定年月日：1977年（昭和52年）6月1日
- 面積：1,315ヘクタール

## 見所
雄川の滝（おがわのたき）
雄川滝ともいう。雄川上流にある落差46メートル、幅60メートルの滝。南大隅町根占川北に所在。滝つぼが日の光によってエメラルドグリーンに輝く。
辺塚海岸
花瀬公園
花瀬大橋近辺。溶結凝灰岩が幅100メートル、長さ2キロメートルにわたって続く奇観で、江戸時代には島津光久、島津重年、島津斉彬も訪問したことがある。
火崎灯

## 関係自治体
- 肝付町
- 錦江町
- 南大隅町